# مشروع محمد بن سلمان لتطوير المساجد التاريخية
مشروع محمد بن سلمان لتطوير المساجد التاريخية هو مشروع بدأ بعد تبرع الأمير محمد بن سلمان بتكلفة تأهيل وترميم 130 مسجدًا تاريخيًّا، ضمن برنامج إعمار المساجد التاريخية في المملكة العربية السعودية. ومنذ انطلاق البرنامج قبل 20 عامًا، يُعد دعم الأمير محمد بن سلمان للبرنامج هو الأكبر في تاريخه من حيث عدد المساجد والتكلفة الإجمالية له، حيث يأتي ذلك بالتنسيق والشراكة مع برنامج إعمار المساجد التاريخية التابع للهيئة العامة للسياحة والتراث الوطني (التي أصبحت تمثلها اليوم هيئة التراث التابعة لوزارة الثقافة)، والذي انطلق من مؤسسة التراث الخيرية عام 1418هـ، وذلك قبل أن يصبح برنامجًا مشتركًا بين الهيئة ووزارة الشؤون الإسلامية والدعوة والإرشاد. وفي 12 يوليو 2022، كشفت الحكومة النقاب عن المرحلة الثانية من المشروع الذي يهدف إلى تجديد 130 مسجدًا تاريخيًا في المملكة العربية السعودية.

## عن المشروع
يهدف المشروع إلى الحفاظ على التراث الثقافي والديني للبلاد من خلال ترميم وتطوير المساجد التاريخية وتحسين البنية التحتية والحفاظ على العمارة التاريخية والفنية لها. كما يسعى إلى الحفاظ على الخصائص العمرانية التاريخية واستثمارها في تطوير المساجد الحديثة، وذلك تماشيًا مع رؤية المملكة 2030، والتي تُركز على تعزيز البُعد الثقافي والحضاري والاستفادة من التراث المحلي في تحقيق التطور والتقدم من خلال أربعة أهداف استراتيجية رئيسية. تتمثل هذه الأهداف في تأهيل المساجد التاريخية للعبادة والصلاة من خلال إعادة تأهيل المساجد التاريخية وتجهيزها لاستقبال المصلين وتمكينهم من أداء العبادات والصلوات في بيئة مريحة وآمنة.
كذلك استعادة الأصالة العمرانية للمساجد التاريخية من خلال استعادة واستعمال العناصر الأصلية للمساجد التاريخية، مثل: التصميم العمراني والعناصر المعمارية التقليدية، بهدف الحفاظ على التراث والثقافة المحلية التي تميز كل منطقة من مناطق المملكة عن الأخرى، وإعادة إبرازها بطرق بيئية مستدامة وبعناصر بناء طبيعية من كل منطقة. ومن الأهداف كذلك إبراز البعد الحضاري للمملكة العربية السعودية: وذلك من خلال إبراز القيمة الحضارية والتاريخية للمساجد التاريخية كجزء من التراث الثقافي للمملكة العربية السعودية، وتعزيز الفخر الوطني والانتماء للماضي العريق للبلاد. كما يهدف إلى تعزيز المكانة الدينية والثقافية للمساجد التاريخية: وذلك من خلال تعزيز دور المساجد التاريخية كمراكز ثقافية ودينية هامة في المجتمع المحلي والوطني، وتعزيز قدرتها على نشر القيم الدينية وتعزيز الوعي الثقافي بين المجتمع.

## مراحل المشروع

### المرحلة الأولى
تأهيل وترميم 30 مسجدًا في عشرة مناطق سعودية بتكلفة إجمالية تُقدر بأكثر من 50 مليون ريال سعودي، بإشراف مهندسين سعوديين للتحقق من المحافظة على الهوية العمرانية الأصيلة لكل مسجد منذ تأسيسه، حيث تم إطلاق المرحلة الأولى مع بداية المشروع في العام 2018م، وبسعة استيعابية للمصلين ناهزت 4400 مصلٍ. شملت المرحلة الأولى ترميم وتطوير كل من المساجد الآتية:
| المسجد                   | المدينة- المنطقة                    | السعة      | فترة البناء                |
| ------------------------ | ----------------------------------- | ---------- | -------------------------- |
| مسجد الداخلة بسدير       | (المجمعة حاليًّا) - شمال مدينة الرياض | 472 مصليًا  | 850 -900 هـ                |
| مسجد الزرقاء             | (ثرمداء)- الرياض                    | 100 مصلٍ    | 1259 هـ - 1282 هـ.         |
| جامع التويم              | (التويم)- الرياض                    | 270 مصليًا  | القرن الثامن من الهجرة.    |
| مسجد قصر الشريعة         | (الهياثم)-الرياض                    | 90 مصليًا   | 1338هـ                     |
| جامع المنسف              | (الزلفي)- الرياض                    | 87 مصليًا   | 1290هـ                     |
| مسجد سديرة               | (شقراء)-الرياض                      | 160 مصليًا  | 1356هـ                     |
| مسجد الصادرة             | (الطائف)- مكة المكرمة               | 30 مصليًا   | أكثر من 300 عام            |
| مسجد البجلى بن مالك      | (الطائف)- مكة المكرمة               | 130 مصليًا  | قبل 1400 عام               |
| مسجد الحبيش              | (الهفوف)- الشرقية                   | 80 مصليًا   | القرن الثالث عشر من الهجرة |
| مسجد أبوبكر              | (الهفوف)- الشرقية                   | 166 مصليًا  | أكثر من 300 عام            |
| مسجد قرية السرو          | (السرو)-عسير                        | 60 مصليًا   | 170هـ                      |
| مسجد النصب               | (أبها) -عسير                        | 78 مصليًا   | 1101 هـ                    |
| مسجد صدر أيد             | (النماص)-عسير                       | 46 مصليًا   | 170 هـ                     |
| مسجد آل عكاسة            | (النماص)-عسير                       | 70 مصليًا   | 110هـ                      |
| مسجد المضفاة             | (بللسمر)- عسير                      | 108 مصلين  | أكثر من 400 عام            |
| مسجد محمد المقبل         | (بريدة)- القصيم                     | 88 مصليًا   | 1378هـ                     |
| مسجد العجلان             | (بريدة)- القصيم                     | 33 مصليًا   | أكثر من 350 عام            |
| مسجد البرقاء             | (الأسياح)- القصيم                   | 181 مصليًا  | 1323هـ                     |
| الجامع القديم            | (عقلة الصقور)- القصيم               | 230 مصليًا  | 1314هـ                     |
| مسجد الأطاولة التراثي    | (الأطاولة)- الباحة                  | 130 مصليًا  | أكثر من 900 عام            |
| مسجد الظفير التراثي      | (الباحة)                            | 88 مصليًا   | أكثر من 1400 عام           |
| مسجد قرية الملد التراثية | (الملد)- الباحة                     | 34 مصليًا   | 1364هـ                     |
| مسجد التابوت             | جزيرة فرسان)- جازان                 | 106 مصلين  | قبل 300 عام                |
| مسجد المغيضة             | حائل                                | 192 مصليًا  | 1279هـ                     |
| مسجد قفار                | حائل                                | 400 مصلٍ    | 1334هـ - 1345هـ            |
| مسجد الجلعود             | (سميراء)- حائل                      | 80 مصليًا   | 1175هـ                     |
| مسجد الرحيبين            | (سكاكا)- الجوف                      | 115 مصليًا  | 150 عام                    |
| مسجد الحديثة             | (الحديثة)- الجوف                    | 65 مصليًا   | 1375هـ                     |
| مسجد العيساوية           | (العيساوية)- القريات                | (85) مصليًا | -                          |
| مسجد أبوبكر الصديق       | (ثار)- نجران                        | 57 مصليًا   | -                          |

### المرحلة الثانية
تشمل هذه المرحلة من المشروع تجديد 30 مسجدًا تاريخيًّا، موزعة على 13 منطقة في المملكة العربية السعودية. تم اختيار هذه المساجد بناءً على أهميتها التاريخية والتراثية، وارتباطها بالسيرة النبوية والخلافة الإسلامية وتاريخ المملكة العربية السعودية.
تتوزع المساجد المختارة على النحو الآتي: 6 مساجد في منطقة الرياض، و5 مساجد في منطقة مكة المكرمة، و4 مساجد في منطقة المدينة المنورة، و3 مساجد في منطقة عسير، ومسجدين في المنطقة الشرقية، وكذلك مسجدين في كل من منطقتي الجوف وجازان. وتم اختيار مسجد واحد في كل من الحدود الشمالية، تبوك، الباحة، نجران، حائل، والقصيم، ومن ضمنها المساجد الآتية:
- مسجد البيعة: والذي بناه الخليفة العباسي أبو جعفر المنصور، ويقع بالقرب من جمرة العقبة بمشعر منى في «شعب الأنصار» مكان البيعة التي نتجت عنها هجرة النبي (صلى الله عليه وسلم).
- مسجد أبو عنبة: ويقع في مدينة جدة في حارة الشام، يعود بناؤه الأول لأكثر من 900 عام.
- مسجد الخضر: ويقع في مدينة جدة بشارع الذهب في حي البلد، يعود بناؤه لأكثر من 700 عام.
- مسجد الفتح: ويقع في محافظة الجموم، ويرجح بأن النبي (صلى الله عليه وسلم) صلى فيه عام الفتح.
- مسجد الجبيل: ويقع في مركز ثقيف جنوب محافظة الطائف، يعود تاريخ بنائه لأكثر من 300 عام.
- مسجد الجامع: ويقع في مدينة ضباء بمنطقة تبوك والذي سيتم تطويره على طراز متأثر بالطابع المعماري للبحر الأحمر، بتوظيف المواد الطبيعية وهي الحجر والطين إضافة إلى القش (التبن)، فيما تستخدم الأخشاب في الرواشين والمشربيات التي تبرز في واجهات المباني.[32]
- مسجد الحزيمي: ويقع في شرق محافظة الأفلاج، يعود بناؤه لأكثر من 100 عام على الطراز النجدي الذي يستخدم تقنيات البناء بالطين وتوظيف المواد الطبيعية.[33]

## حقائق
- 130 مسجدًا تاريخيًّا في مناطق المملكة الـ (13) مدرجًا على قائمة الترميم [34]
- 30 مسجدًا تم تطويرها في 10 مناطق بالمملكة في المرحلة الأولى [34]
- 1432 عامًا عمر أكبر مسجد تاريخي ضمن المرحلة الأولى [34]

## وصلات خارجيَّة
- الموقع الرسمي نسخة محفوظة 23 فبراير 2023 على موقع واي باك مشين.

لا توجد روابط لمواقع التواصل الاجتماعي.